# 陈豹隐

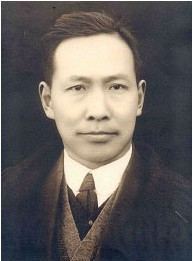

陈豹隐（1886年—1960年9月9日），原名陈启修，笔名陈勺水、陈惺农，四川中江人，中国马克思主义经济学家，《资本论》的中文首译者。清末进士陈品全之子。

## 生平
陈豹隐早年曾在广州丕崇书院就读。1905年前往日本留学，先后求学于东京第一高等学校、东京帝国大学法科，曾师从日本著名经济学家河上肇。期间翻译了小林丑三郎《财政学提要》一书。1916年与李大钊、杜国庠等人创办丙辰学社并当选为首任执行部理事。
1917年底回国后任北京大学法科教授兼政治门研究所主任。1921年当选北大评议会组委会委员。1923年前往欧洲考察。后赴苏联莫斯科东方大学学习，期间加入中国国民党和中国共产党，1924年当选为中共第四期旅莫支部审查委员会委员。1925年回国后继续任教于北大。1926年前往广州任黄埔军校四期、广州农民讲习所六期政治讲师。北伐战争期间任总政治部宣传委员、汉口《中央日报》总编辑、国民革命军第二十军政治部主任。中国国民党清党后流亡日本，期间翻译了河上肇《经济学大纲》、马克思《资本论》等著作，并成为《资本论》的第一个中文译者。1930年陈豹隐回到国内，再次前往北大教授经济学。同年8月出任中国国民党临时行动委员会干事。1932年任北京大学法商学院教授、政治系主任。抗日战争期间任军事委员会参事室参事、经济顾问。1938年当选国民参政会参政员。抗战结束后他于1946年与马哲民一同创建西南学院，同时还兼任川北大学首任校长。1947年起任重庆大学商学院院长。
中华人民共和国成立后，陈豹隐继续任教于重庆大学。1952年院系调整后，随重庆财经学院一同前往成都，任四川财经学院（今西南财经大学）筹备委员会委员兼教务组长。1956年被评为一级教授，为当时全国仅有的两名经济学一级教授之一。同年参加中国国民党革命委员会。
1960年9月9日，他因脑溢血在成都逝世。